# Kosmos 1064
Kosmos 1064, sovjetski vojni navigacijski i komunikacijski satelit iz programa Kosmos. Vrste je Parus.
Lansiran je 20. prosinca 1978. godine u 20:43 s kozmodroma Pljesecka, s mjesta 132/1. Lansiran je u nisku orbitu oko planeta Zemlje raketom nosačem Kosmos-3M 11K65M. Orbita mu je bila 422 km u perigeju i 959 km u apogeju. Orbitne inklinacije bio je 82,95°. Spacetrackov kataloški broj je 11161. COSPARova oznaka je 1978-119-A. Zemlju je obilazio u 98,58 minuta. 
U atmosferu se vratio 12. studenoga 1989., kao i još jedan dio koji je bio ostao kružiti u niskoj orbiti. 

## Vanjske poveznice
- N2YO.com Search Satellite Database (engl.)
- Celes Trak SATCAT Format Documentation (engl.)
- Kunstman  Arhivirana inačica izvorne stranice od 12. kolovoza 2019. (Wayback Machine) Satellites in Orbit (engl.)